# Řeznický most
Řeznický most (slovinsky: Mesarski most) je pěší most přes řeku Lublaňku ve slovinské metropoli Lublani. Spojuje ústřední městskou tržnici s Petkovškovým nábřežím. Postaven byl s Gruberovým, Obilním a dalšími mosty v rámci projektu revitalizace břehů Lublaňky. K jeho otevření došlo 10. července 2010.
Ocelová konstrukce je nesena 11 piloty zanořenými do hloubky 27 m. Délka mostu činí 33 m a šířka 17,3 m. Funkcí má vytvářet náměstí na vodě.

## Sochy
Hlavní sochy představují postavy antického Řecka, židovské a křesťanské mytologie:
- Adam a Eva, zahanbeni a vypuzeni z Ráje; na straně tržnice vycházejí z mostu směrem k lublaňské katedrále,
- samolibý Satyr stojící uprostřed mostu,
- odvržený a potrestaný Prométheus prchající na levobřežních schodech Petkovškového nábřeží.

Malé groteskní plastiky žab a korýšů jsou umístěny na horní opěrné části zábradlí.

## Historie
Původní myšlenka výstavby stejnojmenného mostu na daném místě vzešla ve třicátých letech 20. století od architekta Jožeho Plečnika, který plánoval vyplnit mezeru mezi tržními halami monumentální krytou konstrukcí. Původní návrh však nebyl nikdy realizován v důsledku druhé světově války.
Oživené snahy výstavby pak přišly až po osamostatnění Slovinska v polovině devadesátých let. K zahájení prací došlo během roku 2009, kdy město vedl primátor Zoran Janković. Náklady dosáhly výše 2,9 milionu eur. Otevření proběhlo v červenci 2010.
Konečný design získal jednodušší podobu. Obsahuje krátká schodiště. Skleněné okrajové pásy pro pěší jsou vyrobeny z třívrstvého bezpečnostního skla o tloušťce 39 mm s protiskluzovou ochranou. Funkci zábradlí plní konstrukce s ocelovými lanky. Návrh vytvořil tým architektonického studia ATELIERarhitekti – podíleli se na něm profesor Jurij Kobe, Samo Mlakar a Rok Žnidaršič. Dekorativní skulptury zhotovil sochař Jakov Brdar.
Po zprovoznění začaly zamilované páry zavěšovat zámky lásky na ocelová lanka zabrádlí. Most se tak stal součástí moderního fenoménu, objevujícího se v dalších městech např. na pařížském Mostu umění.

## Galerie

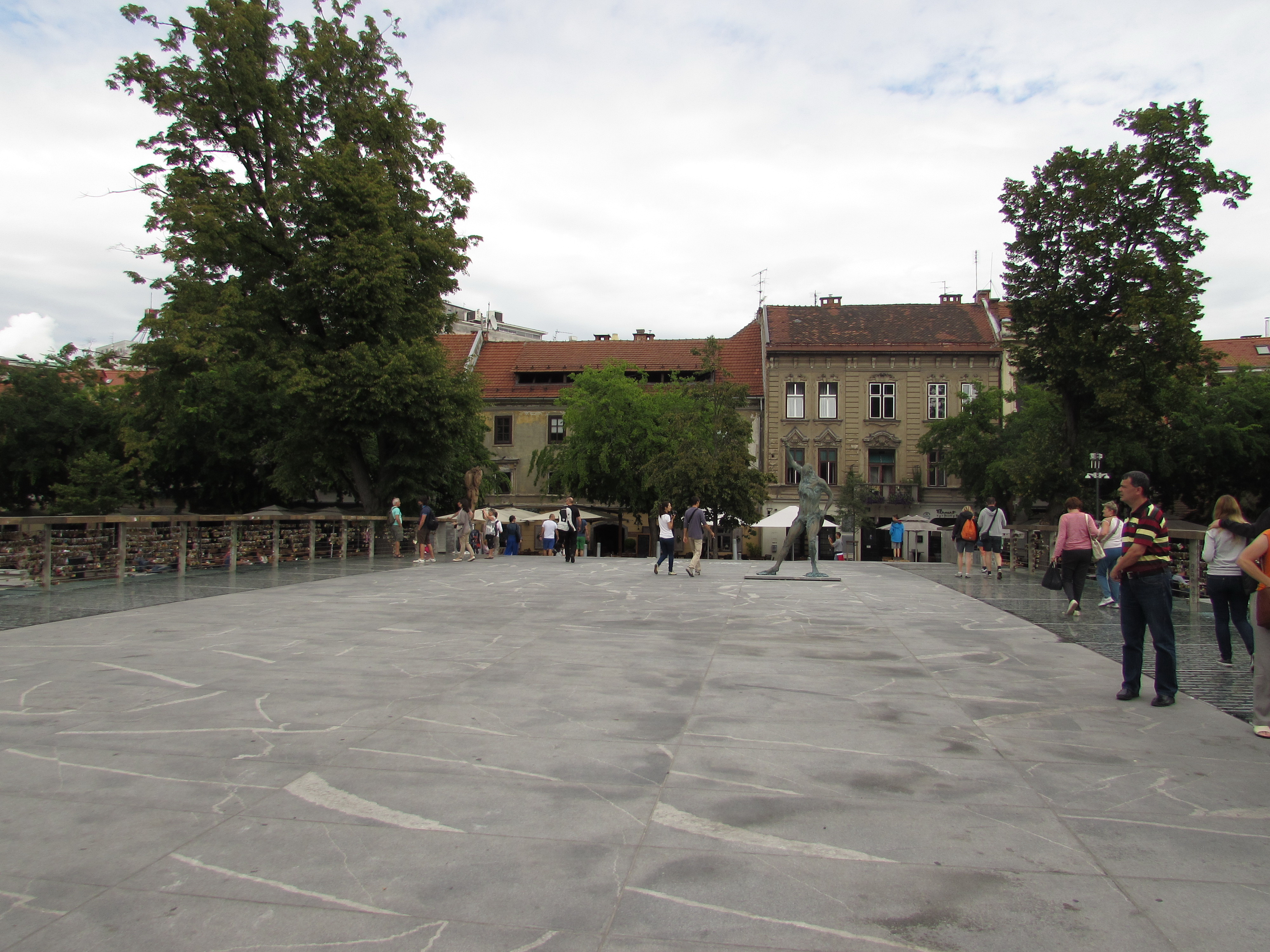
plastika Satyra na mostě
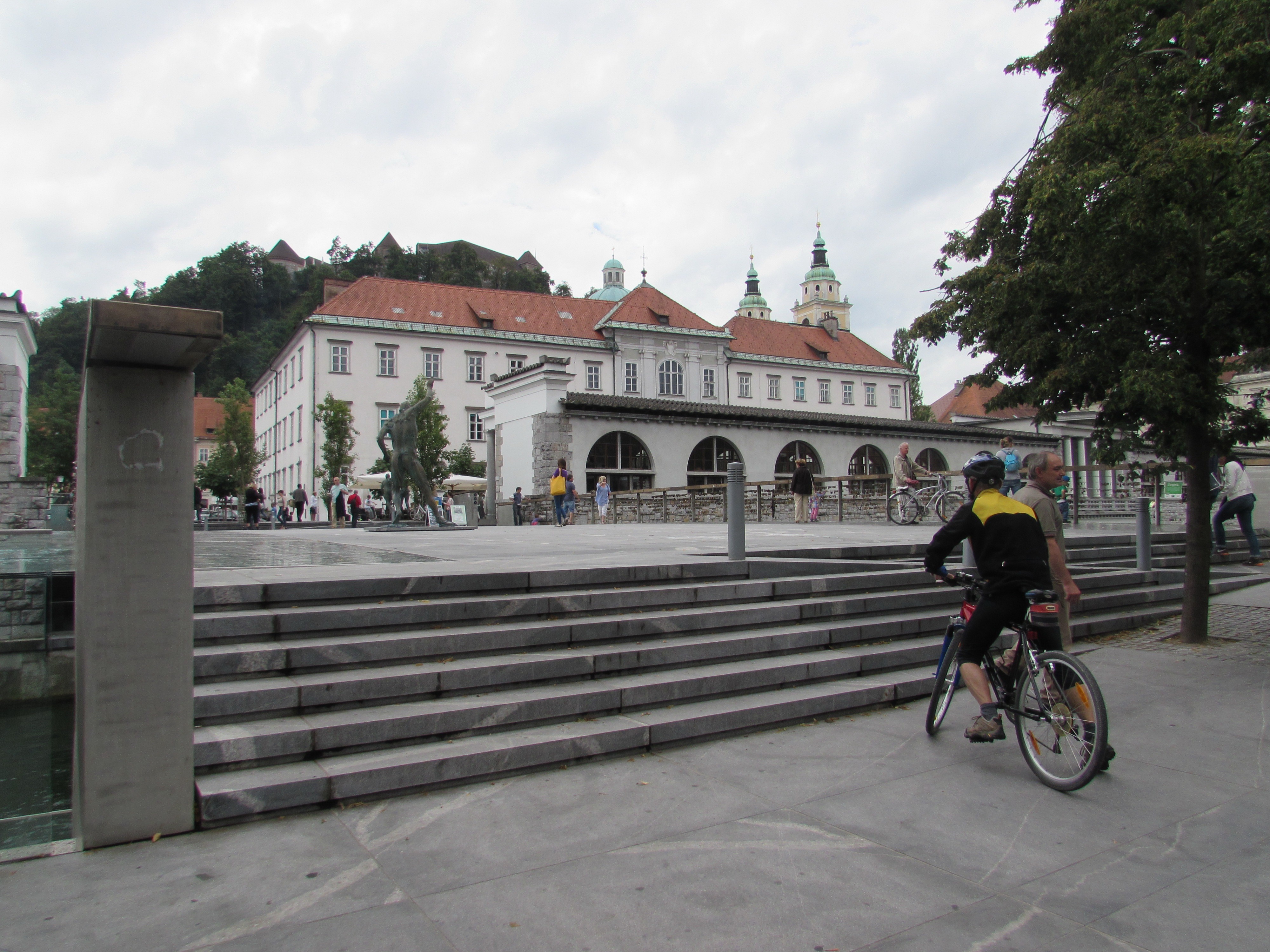
schody z nábřeží
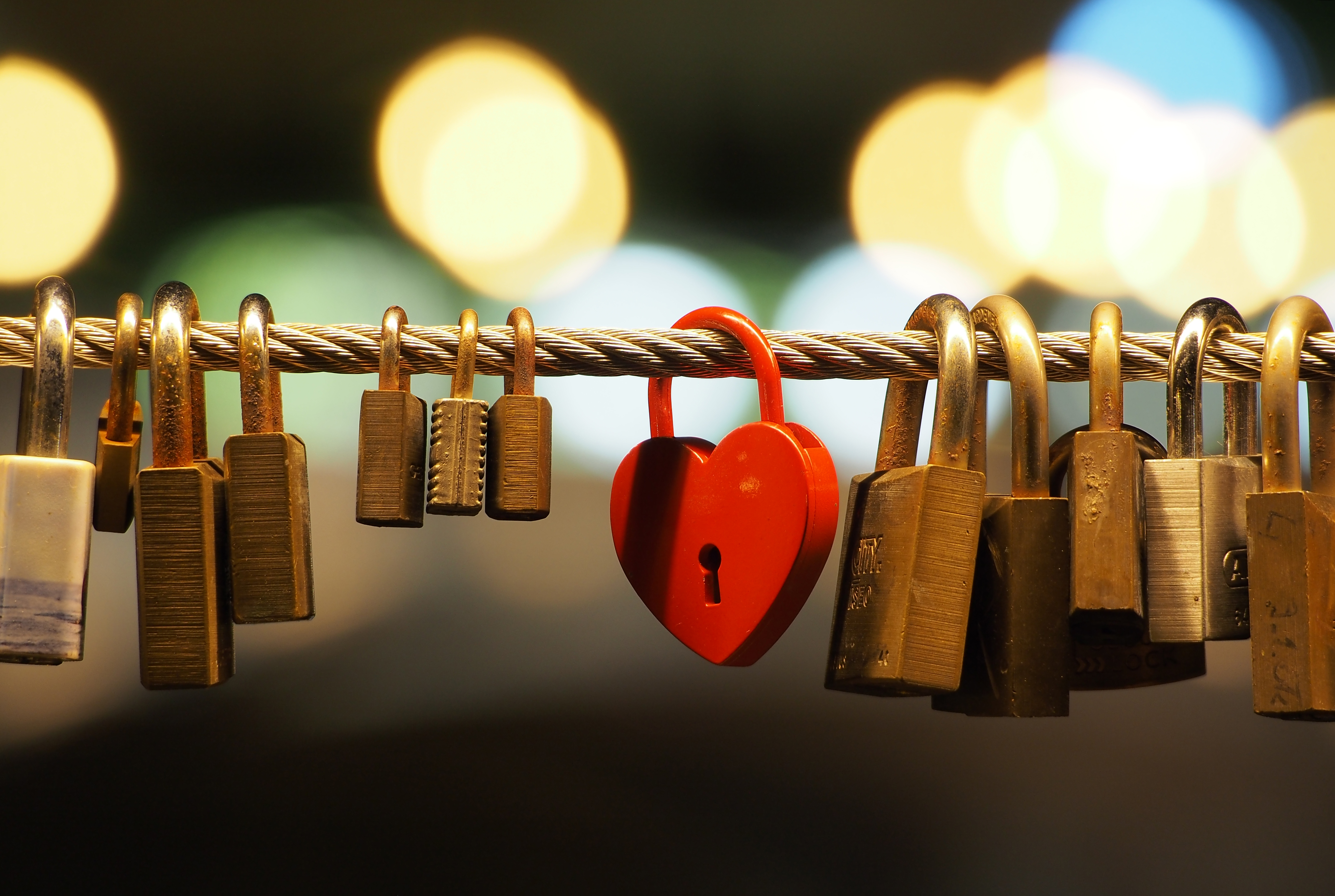
zámky lásky
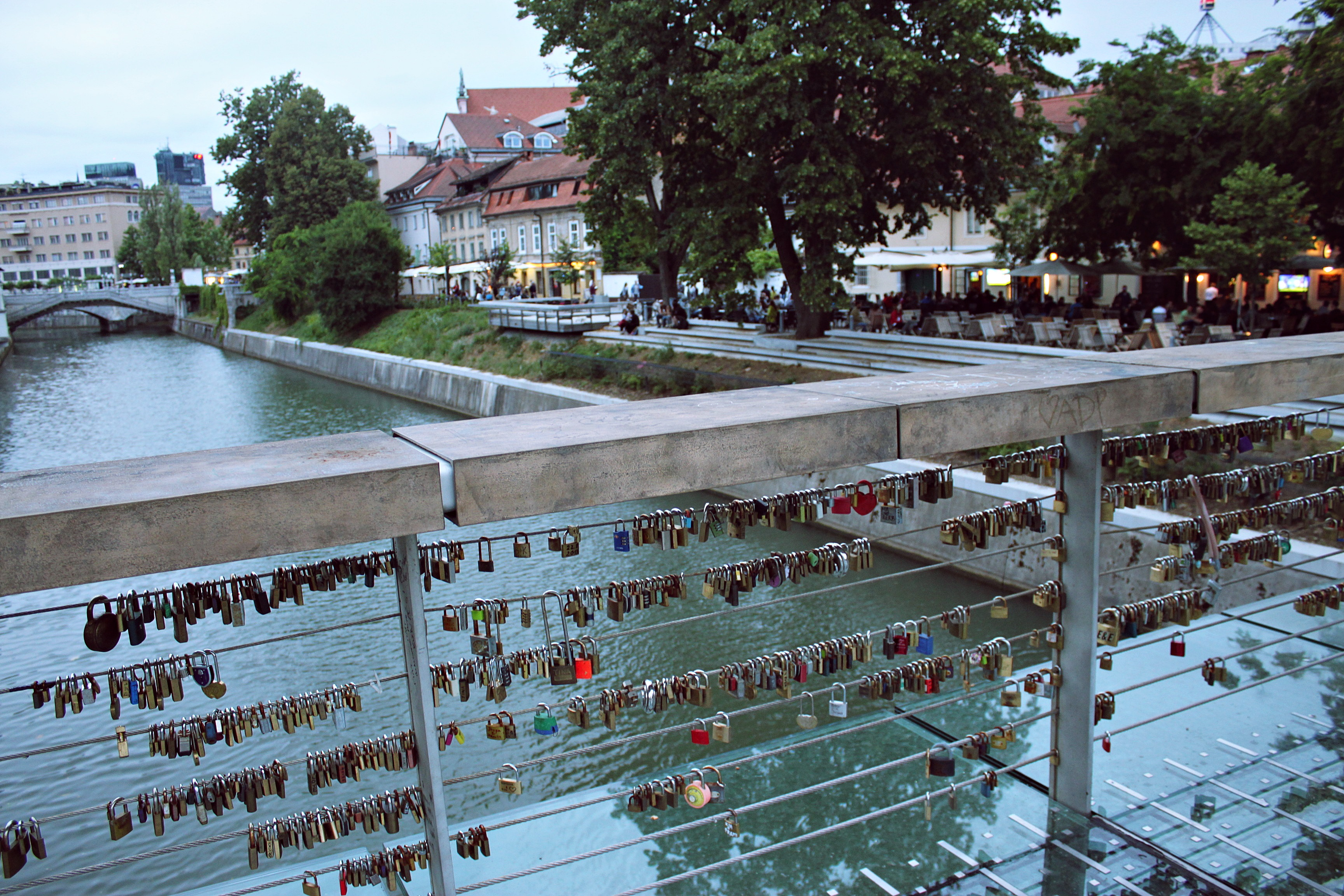
zábradlí se zámky lásky